# William Kessen
William „Bill“ Kessen (* 18. Januar 1925 in Key West, Florida; † 13. Februar 1999 in New Haven, Connecticut) war ein Psychologe und Wissenschaftshistoriker an der Yale University. Er konnte wichtige Beiträge zur Entwicklungspsychologie und zur Geschichte der Psychologie leisten.

## Leben
Kessen begann 1941 im Alter von 16 Jahre an der University of Florida ein Studium, zunächst mit den Fächern Geschichte und Schauspiel, wurde aber mit 18 zum Militärdienst eingezogen. Nach dem Zweiten Weltkrieg beendete er 1948 sein Studium mit einem Bachelor in Psychologie. An der Brown University erwarb er den Master und 1952 bei Gregory Kimble mit der Arbeit Response Strength and Conditioned Stimulus Intensity einen Ph.D., beides wiederum in Psychologie. Als Postdoktorand arbeitete Kessen bei Käthe Maria Wolf an der Yale University.
Kessen war seit 1954 Assistant Professor an der Yale University, 1960 wurde er Associate Professor, 1965 erhielt er eine ordentliche Professur. Er war von 1977 bis 1980 Leiter (chair) der Abteilung für Psychologie und 1980 Sekretär (secetary; vergleiche Generalsekretär) der Universität. Seit 1976 hatte er einen nach Eugene Higgins benannten Lehrstuhl für Psychologie und seit 1978 zusätzlich für Kinderheilkunde inne. 1997 ging er in den Ruhestand.
William Kessen war seit 1950 mit Marion Lord verheiratet. Das Paar hatte sechs Kinder, drei Mädchen und Drillingssöhne. Er starb im Alter von 74 Jahren an den Folgen eines Schlaganfalls.

## Wirken
Nach frühen experimentellen Arbeiten mit Ratten als Versuchstieren beschäftigte sich Kessen bei Wolf mit Sigmund Freud, Jean Piaget und Behaviorismus. Er bereiste später zahlreiche Länder, um die jeweilige frühkindliche Bildung zu erforschen, darunter mehrere kommunistische Staaten. Er legte die Vorstellung ab, die Psychologie als Wissenschaft unterliege einem logischen Positivismus, und rückte die gesamte Entwicklungspsychologie und ihre Konzepte vom Kind in eine Abhängigkeit von Geschichte und jeweiliger Kultur.
Kessens Arbeiten werden mehr als 25 Jahre nach seinem Tod noch regelmäßig zitiert. Laut Datenbank Scopus hat er einen h-Index von 17 (Stand April 2024).

## Auszeichnungen (Auswahl)
- 1963 Fellow der American Association for the Advancement of Science
- 1970 Guggenheim-Stipendium[3]
- 1985 Mitglied der American Academy of Arts and Sciences[4][5]

## Schriften (Auswahl)
- mit George Mandler: The Language of Psychology, 1959.
- als Herausgeber, mit Clementina Kuhlman: The Thought of the Young Child, 1962.
- The Child. New York: Wiley, 1965.
- als Hauptautor: Carmichael's Manual of Child Psychology, 1970.
- Childhood in China, New Haven: Yale University Press, 1975.
  - Kindheit in China, Hanser, 1976.
- The Rise and Fall of Development. Worcester: Clark University Press, 1990.